# Zócalo (electrónica)

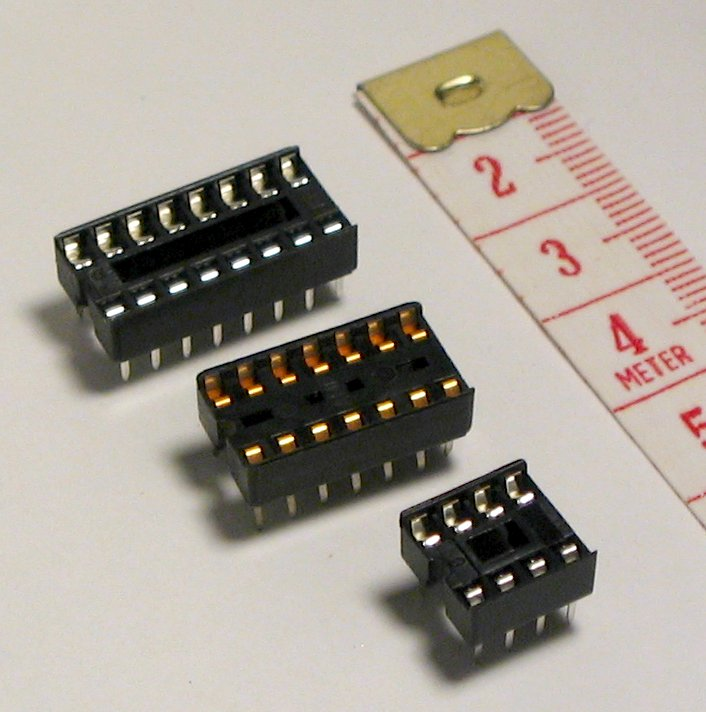
Zócalos DIP.

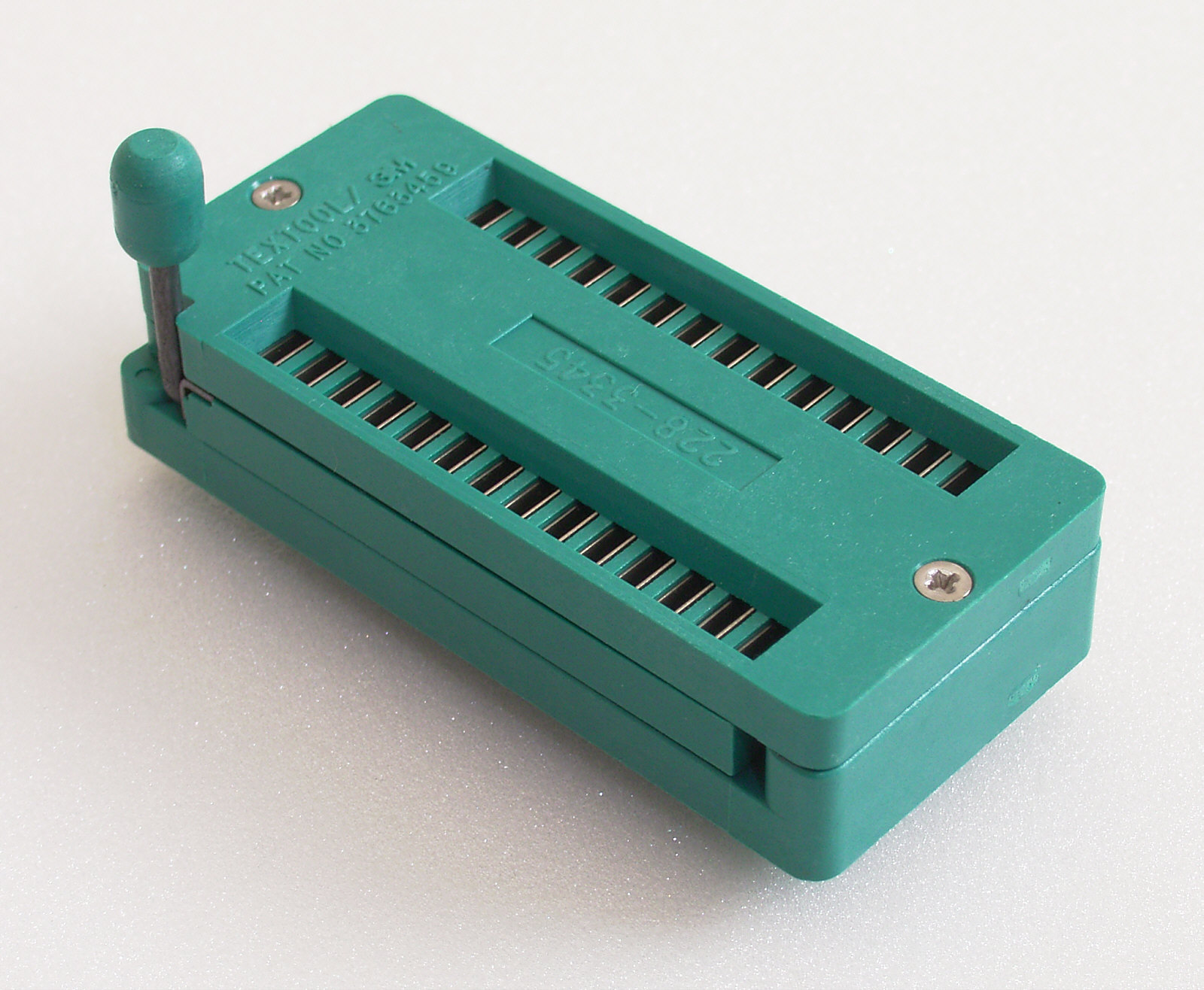
Zócalo ZIF.

En electrónica, el zócalo es el dispositivo para conectar circuitos integrados en circuitos impresos, sin realizar soldadura. Esto evita someter a temperatura excesiva a los integrados u otros dispositivos, que puede dañarlos; además permite el reemplazo del componente sin pasar por un proceso de desoldadura y soldadura.
Los zócalos se utilizan habitualmente para memorias y otros componentes similares, para permitir la modificación de su información.
Existen diversos patillajes o conexiones de los zócalos, entre los más habituales se encuentran los DIP (dual in-line package); también los hay para SMD (surface mount device).
También existen zócalos ZIF (zero insertion force) en los que el componente se coloca sin realizar presión. Se utilizan normalmente para conectar componentes como memorias, arrays programables y microcontroladores.